# Asemum arisanum
Asemum arisanum là một loài bọ cánh cứng trong họ Cerambycidae.